# Campionati del mondo di ciclismo su pista 2024 - Velocità a squadre maschile
La gara di velocità a squadre maschile ai campionati del mondo di ciclismo su pista si è svolta il 16 ottobre 2024. È stata vinta dalla squadra olandese.

## Podio
| Pos.    | Atleta      | Nazionalità                                        |
| ------- | ----------- | -------------------------------------------------- |
| Oro     | Paesi Bassi | Jeffrey Hoogland Harrie Lavreysen Roy van den Berg |
| Argento | Australia   | Thomas Cornish Ryan Elliott Leigh Hoffman          |
| Bronzo  | Giappone    | Yoshitaku Nagasako Kaiya Ota Yuta Obara            |

## Risultati

### Qualificazioni
I migliori 8 tempi si qualificano per il primo turno.
| Posizione | Nazione                                                          | Tempo  | Gap    | Note |
| --------- | ---------------------------------------------------------------- | ------ | ------ | ---- |
| 1         | Paesi Bassi Roy van den Berg Harrie Lavreysen Jeffrey Hoogland   | 42.589 |        | Q    |
| 2         | Australia Ryan Elliott Leigh Hoffman Thomas Cornish              | 42.993 | +0.404 | Q    |
| 3         | Giappone Yoshitaku Nagasako Kaiya Ota Yuta Obara                 | 42.998 | +0.409 | Q    |
| 4         | Gran Bretagna Joseph Truman Hayden Norris Harry Ledingham-Horn   | 43.030 | +0.441 | Q    |
| 5         | Francia Sébastien Vigier Rayan Helal Melvin Landerneau           | 43.493 | +0.904 | Q    |
| 6         | Colombia Rubén Murillo Kevin Quintero Santiago Ramírez           | 43.852 | +1.263 | Q    |
| 7         | Italia Stefano Minuta Mattia Predomo Matteo Bianchi              | 43.906 | +1.317 | Q    |
| 8         | Germania Nik Schröter Luca Spiegel Pete-Collin Flemming          | 44.186 | +1.597 | Q    |
| 9         | Canada Tyler Rorke Ryan Dodyk James Hedgcock                     | 44.203 | +1.614 |      |
| 10        | Rep. Ceca Matěj Bohuslávek Dominik Topinka Martin Čechman        | 44.245 | +1.656 |      |
| 11        | Polonia Daniel Rochna Konrad Burawski Maciej Bielecki            | 44.488 | +1.899 |      |
| 12        | Spagna José Moreno Sánchez Alejandro Martínez Ekain Jiménez      | 44.563 | +1.974 |      |
| 13        | Messico Ridley Malo Jafet López Edgar Verdugo                    | 45.089 | +2.500 |      |
| 14        | India Rojit Singh Esow Alben Ronaldo Laitonjam                   | 45.095 | +2.506 |      |
| 15        | Ucraina Valentyn Varharakyn Bohdan Danylchuk Vladyslav Denysenko | 45.534 | +2.945 |      |

### Primo turno
Le 2 squadre vincenti con i tempi migliori gareggeranno nella finale per l'oro, le altre 2 squadre vincenti in quella per il bronzo.
| Batteria | Posizione | Nazione                                                        | Tempo  | Gap    | Note |
| -------- | --------- | -------------------------------------------------------------- | ------ | ------ | ---- |
| 1        | 1         | Gran Bretagna Joseph Truman Hayden Norris Harry Ledingham-Horn | 42.888 |        | q    |
| 1        | 2         | Francia Sébastien Vigier Rayan Helal Melvin Landerneau         | 43.026 | +0,138 |      |
| 2        | 1         | Giappone Yoshitaku Nagasako Kaiya Ota Yuta Obara               | 42.744 |        | q    |
| 2        | 2         | Colombia Rubén Murillo Kevin Quintero Santiago Ramírez         | 43.389 | +0,645 |      |
| 3        | 1         | Australia Ryan Elliott Leigh Hoffman Thomas Cornish            | 42.617 |        | Q    |
| 3        | 2         | Italia Stefano Minuta Mattia Predomo Matteo Bianchi            | 44.042 | +1,425 |      |
| 4        | 1         | Paesi Bassi Roy van den Berg Harrie Lavreysen Jeffrey Hoogland | 42.260 |        | Q    |
| 4        | 2         | Germania Nik Schröter Luca Spiegel Henric Hackmann             | 43.714 | +1,454 |      |

### Finali
| Posizione            | Nazione       | Atleti                                             | Tempo  | Gap    | Note |
| -------------------- | ------------- | -------------------------------------------------- | ------ | ------ | ---- |
| Finale per l'oro     |               |                                                    |        |        |      |
| 1                    | Paesi Bassi   | Roy van den Berg Harrie Lavreysen Jeffrey Hoogland | 42.046 |        |      |
| 2                    | Australia     | Ryan Elliott Leigh Hoffman Thomas Cornish          | 42.673 | +0.627 |      |
| Finale per il bronzo |               |                                                    |        |        |      |
| 3                    | Giappone      | Yoshitaku Nagasako Kaiya Ota Yuta Obara            | 42.877 |        |      |
| 4                    | Gran Bretagna | Joseph Truman Hayden Norris Harry Ledingham-Horn   | 43.322 | +0.445 |      |